# Charlie Butler
Charles Joseph Butler, detto Charlie (Chicago, 15 agosto 1920 – Youngstown, 5 ottobre 2014), è stato un cestista statunitense, professionista nella NBL.

## Carriera
Giocò per due stagioni nella NBL, disputando complessivamente 45 partite con 6,4 punti di media.